# 赫列布诺耶农村居民点
赫列布诺耶农村居民点（俄语：Хлебенское сельское поселение）是俄罗斯联邦沃罗涅日州新乌斯曼区所属的一个农村居民点。其下辖有3个居民点，行政中心为赫列布诺耶。据2016年统计，该农村居民点的人口为1001人。